# Hexatoma (Eriocera) monoleuca
Hexatoma (Eriocera) monoleuca is een tweevleugelige uit de familie steltmuggen (Limoniidae). De soort komt voor in het Oriëntaals gebied.